# Лозенска планина
Лозенска планина e планина в Западна България, част от Ихтиманска Средна гора. Името ѝ идва от село Лозен, което се намира в подножието ѝ.

## Географско положение, граници, големина
На запад и югозапад Панчаревският пролом на река Искър отделя Лозенска планина от планините Витоша и Плана, а на изток долината на Габренска река (ляв приток на Лесновска река, от басейна на Искър) – от Вакарелска планина на Ихтиманска Средна гора. На север склоновете ѝ постепенно потъват в Софийската котловина. Дължината на планината от запад на изток е около 15 km, а ширината ѝ варира от 5 km на запад до 10 km на изток. Площта ѝ е около 80 km2.

## Геоложки строеж, деление
Планината се е издигнала преди около 90 милиона години на границата на горната креда и долния терциер. Докато планината се издига, Софийското, Самоковското и Чукуровското поле потъват. Това показват заравненостите, образувани в период на относителен тектонски застой. Планината се оформя окончателно през квартенера преди 1 милион години. Билото ѝ е заравнено и разположено на около 1000 – 1100 m. Изградена е от разнообразни скали – гнайси, мергели, варовици, пясъчници, конгломерати, андезити, туфи, риодацити и др. При село Габра се намира мина Чукурово за лигнитни въглища. Планината има 2 дяла – северен и югозападен. Границата между двата дяла минава по река Ракита.
- Северен дял – Той е по-голям и висок. Северните склонове и тези към река Искър са стръмни, а към река Ракита полегати и изпълнени с множество поляни. Тук са най-високите върхове в планината - Попов дял (1190,2 m), Лалина могила (1188 m), Половрак (1182 m) и Бачун (1150 m);
- Югозападен дял – В северната му част се намира най-високият му връх Шарбаница (1101 m). На югоизток от него делът е прорязан от сравнително дълбоките Русамски дол и Беларски дол, които се вливат в река Искър. Хребетите над тях слизат стъпаловидно, завършвайки с интересни скали по върховете Гарванец, Загазе и Калето. Скалите Гарванец са един от най-интересните туристически обекти в планината. На юг и югозапад от Беларски дол, делът представлява нещо като наклонена към язовир Искър плоскост с няколко едва подаващи се над нея върхове (Суша могила и Агина могила). В този район попадат опитното дивечоразвъдно стопанство и забранената зона около язовир Искър.

## Климат и води
Климатът е мек, умерено континентален. Снежната покривка не се задържа дълго – 4 месеца.
Повечето реки и потоци пресъхват през лятото, особено по северните склонове. Дори по-дълга водна артерия като потокът в Беларски дол, приемащ няколко по-дълги потока до вливането си в река Искър, през юли и август може да пресъхне напълно. Въпреки това в планината има достатъчно извори. По-известни са Бачул, Студен кладенец, Ибров кладенец, Светена вода, Ловджийската чешма, Гъркина чешма, Матейната чешма и Изворо. Най-голямата река, протичаща в пределите на Лозенска планина, е Ракита. От северната страна има множество къси и маловодни реки и потоци. Те са известни главно на по-старите жители на селата и на козари и говедари. Такива са Брожданска, Радиличка, Сакошка и Димовска бара, Блазно дере, Каменити дол, Ланчевска бара, Топлика, Буков дол и др. Над Нови хан е по-голямата река Студеница, която извира от северния склон на връх Мали Попов дял (1104 m) и има дълбока и красива долина. Също много красива е долината на Търнавска река. Езерата около село Габра – Тараторското и Банището са добре познати на любителите на риболова. Макар и да се води като язовир, Панчарево е най-популярната от водните площи около София. Минералният извор при Панчаревското езеро е още от римско време, а вероятно и преди това е бил известен на траките. Днес се намира под езерото, но водите му са изведени до чешмите и банята на самия бряг.

## Почви
До 700 m са канелени горски, на по-голяма височина кафяви горски, а по Искър алувиални.

## Флора и фауна
В миналото цялата планина е била покрита с непроходими вековни букови и дъбови гори, много от които са унищожени поради многовековната сеч, пашата и ерозията. Сега в планината има много пасища. Старите гори са запазени около Лозенския манастир и са част от НАТУРА 2000. Растителността е съставена от средноевропейски и субсредиземноморски широколистни дървесни и тревисти видове. В ниските части се срещат цер, космат дъб, горун, благун, обикновен габър, келяв габър. В буковия пояс има обикновен бук и мизийаски бук, полски бряст, явор, шестил, хиркански явор, клен, мъждрян, офика и брекина. Покрай Искър – елша, върба, топола и вторични борови гори.
Бозайници -сърни, диви свине, лисици, Катерици, зайци, рядко вълци. През зимата оттук минават мечки. Лозенската планина свързва мечките от Рила, Витоша и Стара Планина. Птици – гарван, сойка, скалeн орeл, обикновен мишелов, дългоопашат синигер, голям синигер,южен славей, червеногръдка, пъдпъдъци, гургулица, кълвачи и чучулиги. Влечуги и земноводни – усойница, пепелянка, смок, сива водна змия, зелен гущер, тритони, планинска жаба. Други – сечко розалия, зелен скакалец и цикади.

## Селища, природни и културни забележителности
По северните склонове на планината са разположени три села – Герман, Лозен и Нови хан, а по южното – Долни Пасарел и Габра.
Лозенската планина е била населена още в древността. В планината има няколко тракийски светилища и могили. По-късно са построени няколко наблюдателни крепости – Равулското кале на връх Калето, Еврейското кале на едноименния връх и Урвич. Старият път от София за Самоков е минавал през тогавашното село Горни Лозен и планинския проход Влаковете (името на прохода дошло от волските и конските впрягове, които извличали тежките товари по стръмния северен склон към прохода). Оттам пътят се спускал до село Долни Пасарел и продължавал по долината на река Искър. Село Габра е основано по турско време от освободили се от пазачите си роби, Горни Лозен – според легендата от юнак, надвил „черен арапин“ и спечелил свободата на свои сънародници, а Нови хан възникнал на мястото на най-големия хан по пътя от Цариград до Белград- Йени хан. Според едно предание в местността Селище е било селото, чиито жители са основали Долни Лозен.
В планината има и няколко паметника. На връх Половрак сред малък парк е паметникът на неизвестен въстаник от четата на Георги Бенковски. В Стражарски дол, близо до вилна зона „Пасарел“, е паметникът на смелия летец Димитър Списаревски, направил първия таран в авиационната ни история, спирайки бомбардировач, летящ към София.
В планината се намират четири манастира:
- Германски манастир „Св. Йоан Рилски“.
- Лозенски манастир „Св. Спас“ – основан през XIV век и разрушаван и възстановяван няколко пъти.
- Панчаревски (Урвишки) манастир „Св. Никола Летни“- има подобна история.
- Пасарелски манастир „Св. Петър и Павел“ – в миналото е имало стара постройка, по-късно унищожена. Сегашната църква е от XIX в. Тя е зле запазена, но фреските ѝ са в добро състояние.

В югозападната част на планината, над десния бряг на река Искър, се извисяват останките от средновековната крепост Урвич.

## Туризъм
В Лозенската планина няма туристически хижи, а само туристически заслони – „Синаница“ в местността Дърводелеца, „Голия рид“, „Ловния заслон“, „Половрак“ и „Урвич“. В планината има много немаркирани пътеки, изградени от местните жители, като те са труднопроходими, обрасли и ерозирали.
От трите села по северното подножие на планината към главното ѝ било са прокарани туристически маршрути, които в повечето случаи се дублират с почвени пътища и козарски пътеки, прокарани в миналото за стопански цели, използващи се и до днес. Най-популярни са маршрутите около връх Половрак и Панчаревското езеро.
Има 2 маркирани туристически маршрута:
- Лозен-Лозенски манастир-връх Половрак-Долни Пасарел.
- Лозен-Лозенски манастир-връх Половрак-връх Лалина могила-връх Мала Лалина могила-връх Мала Раковичка могила-Кокаляне.

- Местност в Лозенска планина
- Връх Половрак, западната част на Лозенска планина и Витоша
- Гробът на незнайния четник от Хвърковатата чета на Георги Бенковски
- Лозенски манастир „Свети Спас“
- Есен в Лозенската планина

## Други
На Лозенската планина е наречена улица в квартал „Лозенец“ в София (Карта).

## Топографска карта
- Лист от карта K-34-59. Мащаб: 1 : 100 000.
- Лист от карта K-34-60. Мащаб: 1 : 100 000.